# Cariblattoides sinnamariensis
Cariblattoides sinnamariensis är en kackerlacksart som beskrevs av Bonfils 1975. Cariblattoides sinnamariensis ingår i släktet Cariblattoides och familjen småkackerlackor. Inga underarter finns listade.